# Battlefront (відеогра)
Battlefront (укр. Фронт) — воєнна відеогра 2007 року, розроблена Strategic Studies Group і видана Matrix Games для Microsoft Windows. Це покрокова стратегія, дія якої розгортається в часи Другої світової війни. Вона є тезкою більш ранньої гри, випущеної Strategic Studies Group у 1986 році.

## Ігровий процес
Battlefront — це батальйонна симуляційна воєнна гра, яка містить чотири сценарії, що зображують битви Другої світової війни. Сценарії засновані на битві біля Газали, операції «Маркет-Гарден», битві за Сайпан та Новоросійській оборонній операції. Гравець може керувати військами як країн Осі, так і союзників. Такі параметри, як туман війни, погода, постачання та підкріплення, можуть бути змінені для кожного сценарію.

## Сприйняття

### Огляди
Ларрі Левандовскі з Armchair General похвалив Battlefront за сценарії, штучний інтелект та інтерфейс. Він заявив, що «справжня суть гри — це стара добра воєнна гра, і саме цим вона виділяється». Костянтин Фомін з Absolute Games оцінив гру на 75%, відзначивши її застарілу графіку і відсутність інновацій, але похваливши ігровий процес і складність. Видання The Wargamer вручило Battlefront нагороду «За досконалість», назвавши її «захопливою й досить складною».